# Públio Ventídio Basso
Públio Ventídio Basso (em latim: Publius Ventidius Bassus) foi um político da gente Ventídia da República Romana eleito cônsul sufecto em 43 a.C. depois da formação do Segundo Triunvirato. Originário de Piceno, foi um dos principais generais de Marco Antônio e demonstrou suas habilidades militares principalmente na Batalha de Mutina e na Campanha parta de Marco Antônio (39-38 a.C.), durante a qual infligiu pesadas e repetidas derrotas aos partas, vingando parcialmente o desastre da derrota de Crasso na Batalha de Carras (53 a.C.).

## Biografia

### Origem e primeiros anos

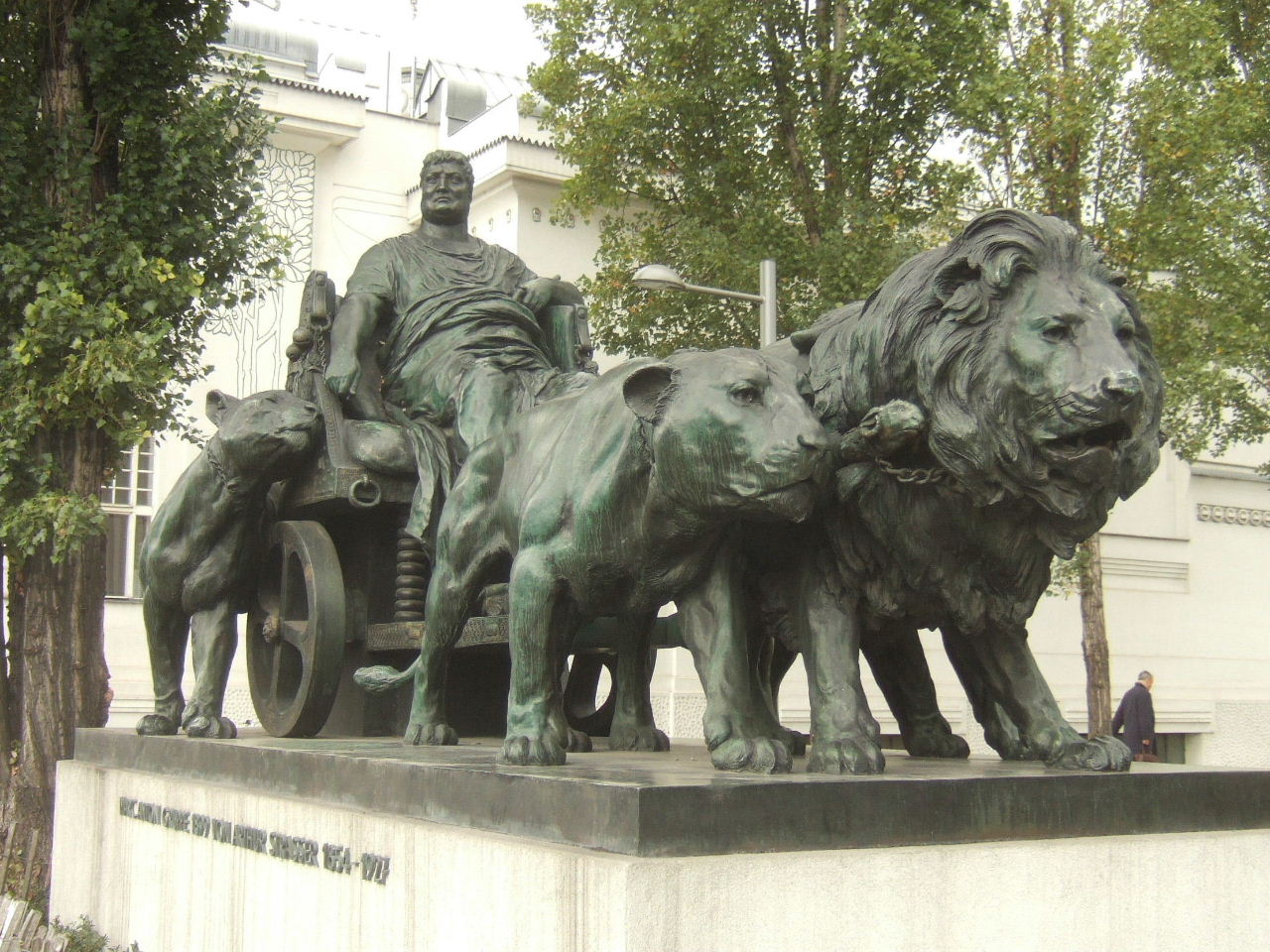
Marco Antônio, o principal aliado de Ventídio Basso.Grupo escultórico de Arthur Strasser no Pavilhão da Secessão, em Viena.

O historiador Sebastiano Andreantonelli defende que Basso era filho do comandante Públio Ventídio Basso, o Velho, e cita uma pasagem da obra "De Pudicitia", de Antonio Bonfini, na qual se afirma que ele era originário de Ascoli Piceno. A tradição antiga geralmente destaca as obscuras e modestas origens do futuro general e cônsul, mas Andreanatonelli declara que estão errados os que atribuem ao general "origens humildes" pois ele teria, na realidade, uma ascendência distinta como filho de pretor do exército romano durante a Guerra Social (91-88 a.C.).
O historiador Balena definiu Públio Ventídio Basso, o Velho, como "originário de Osimo e ascolano por escolha", um tenente de Quinto Popédio Silão e Caio Pápio Mutilo, os dois comandantes à frente do exército dos sócios itálicos durante a guerra contra Roma. O pai de Ventídio Basso tomou parte, sob o comando de Tito Lafrênio e Caio Judacílio da guerra em Piceno, sendo inicialmente derrotado nas proximidades de Falerona em 90 a.C.. por Cneu Pompeu Estrabão e obrigado a refugiar-se na cidade de Fermo.
Giuseppe Marinelli conta como, nas fontes latinas, se relata que Ventídio, capturado ainda criança depois da destruição de Ascoli Piceno, foi obrigado a desfilar, juntamente com sua mãe, viúva, no triunfo de Pompeu Estrabão em 89 a.C.. Passou o resto de sua infância em Roma em condições precárias, mas que não impediram que ele tivesse uma boa educação. Durante a sua adolescência, trabalhou como garçom de uma modesta estalagem e, depois, como vendedor de mulas, um animal muito utilizado pelo exército romano, dedicando-se a partir de então às atividades de logística e transporte, um trabalho que melhorou muito suas condições financeiras. Foi neste período que Basso entrou em contato com Júlio César, que o notou e o levou consigo durante a suas Guerras Gálicas. Basso conquistou a estima de César e combateu ao seu lado durante a guerra civil, uma amizade que lhe deu acesso ao Senado. Em seguida, foi eleito tribuno da plebe, pretor (44 a.C.) e pontífice.
Depois da morte de César, tornou-se aliado de Marco Antônio. Ventídio foi, de fato, o único a ter tentado prender Cícero durante a campanha difamatória que ele promoveu em Roma contra Antônio depois da morte de César, um fato relatado apenas por Apiano. Esta amizade fez com que fosse eleito cônsul sufecto em 43 a.C. com Caio Carrinas.
Contudo, depois que Antônio partiu para o Egito, em 41 a.C., Basso pouco fez para ajudar o irmão dele, Lúcio Antônio, ou a mulher dele, Fúlvia, contra Otaviano durante a Campanha de Perúsia.

### Campanha parta

Mapa da fronteira oriental da República Romana, onde lutou Ventídio Basso.

Depois que Antônio resolveu suas diferenças com Otaviano em Cabo Miseno (provavelmente em agosto de 39 a.C.), ele enviou Ventídio à frente de diversas legiões para enfrentar uma invasão parta iniciada no ano anterior. Seu primeiro sucesso veio quando Ventídio derrotou Quinto Labieno e Farnapates (o melhor dos comandantes militares do rei Orodes II da Pártia) na Batalha das Portas da Cilícia e na Batalha do Passo Amano. Depois de saber dos resultados, em Atenas, Antônio promoveu uma festa pública na cidade e depois seguiu para o Levante para se juntar a ele.
Apesar deste revés, os partas lançaram outra invasão à Síria romana liderada por Pácoro, o filho de Orodes. Ventídio encontrou o gigantesco exército de Pácoro na Batalha de Cirréstica, na qual infligiu uma fragorosa derrota aos partas que resultou na morte de Pácoro. Esta vitória foi ápice das campanhas de Ventídio. Nas palavras de Plutarco:
| “ | A sua vitória, que foi uma das mais celebradas, deu aos romanos plena satisfação pelo repentino desastre de Crasso; e bateu os partas até as fronteiras da Média e da Mesopotâmia depois de tê-los derrotado em três sucessivas batalhas. Ventídio decidiu não persegui-los por que temia despertar a inveja de Antônio; e, por isso, decidiu atacar e subjugar as populações que se revoltaram contra Roma e de cercar Antíoco I de Comagena na cidade de Samósata [...] Ventídio é o único general romano que até hoje celebrou um triunfo sobre os partas. | ” |
|   | — Plutarco, Vidas Paralelas, Marco Antônio, 34. |   |

Ventídio conseguiu pouco depois reconquistar a Síria e a Palestina, onde passou o inverno de 39-38 a.C., sem receber nenhum reconhecimento oficial por parte do Senado. Um destes rebeldes foi Antíoco de Comagena, que ele cercou em Samósata. Antíoco tentou a paz com Ventídio, mas ele afirmou que a negociação deveria ser feita diretamente com Marco Antônio. Ansioso para ter ao menos uma parte da glória para si, Antônio não permitiu o tratado e assumiu o cerco pessoalmente. Seu comando, contudo, se mostrou menos efetivo que o de Ventídio e ele acabou obrigado a pedir a paz. Enquanto o tratado originalmente oferecido por Antíoco previa uma indenização de 1 000 talentos, Antônio conseguiu apenas 300. Depois que a paz foi firmada, os partas foram obrigados a recuar até o Eufrates, renunciando assim à costa do Mediterrâneo, enquanto Ventídio foi enviado a Roma para celebrar seu merecido triunfo.

### Anos finais
Depois de sua vitória sobre os partas, Ventídio abandonou a vida pública. Sua morte, em data desconhecida, foi lamentada pelos romanos, que lhe conferiram um funeral público, e pelas romanas, que se vestiram com as cores de luto.
Ao general romano, como lembra Sebastiano Andreantonelli, coube o destino único de triunfar na mesma Roma que, quando jovem, o assistiu, humilhado, caminhar como um prisioneiro diante da carruagem de Pompeu Estrabão.

## Influência
Andreantonelli conta ainda que o triunfo de Ventídio sobre os partos foi celebrado por inúmeros autores, entre os quais Plutarco e Apiano, mas ele foi criticado por Céstio Pio e Cícero. Este último, em suas "Filípicas", o citou muitas vezes como se fosse um indigente e um "fornecedor de mulas entre os militares". Lúcio Munácio Planco, por sua vez, criticou Cícero por estas afirmações afirmando que ele era seu adversário.
Ventídio era também era conhecido pela riqueza que acumulou durante a vida e pela fama de elegância e luxo de suas residências em Roma e na zona rural de Tivoli. Esta última, uma villa, passou depois para seu filho, Caio Basso.
Dião Cássio conta que ele vivia em Roma num elegante palácio que ele construiu depois de um incêndio, decorado com muitas estátuas emprestadas de César. Dião conta ainda que ele se recusou a devolvê-las quando ele as pediu de volta alegando não ter escravos suficientes para o transporte e convidou-o a levá-las utilizando os seus próprios. César deixou que Ventídio ficasse com elas por temer que fosse acusado de peculato.

## Denário de Ventídio Basso
Conhece-se um denário de prata no qual uma efígie, provavelmente de Marco Antônio, aparece ao lado de um lítuo, o símbolo dos membros do Colégio de Áugures, e que aparece em outras moedas do triúnviro. Esta série foi provavelmente cunhada no oriente, em 39 a.C..